# Махмуд Зуабі
Махму́д Зуа́бі (араб. محمود الزعبي‏, 1938 — 21 травня 2000) — сирійський політичний діяч, прем'єр-міністр Сирії (1987-2000).

## Життєпис
Махмуд Зуабі народився в сім'ї сунітів у 1938 році в селі Хірбет-Газале, у 75 милях на південь від Дамаска в районі Хаурана.
Зуабі був членом партії Баас. Махмуд Зуабі був спікером парламенту Сирії з 1981 року. За правління тодішнього президента Хафеза Асада Зуабі був призначений прем'єр-міністром у 1987 році. Час його прем'єрства припав на розквіт корупції в країні у великих масштабах. Військові та урядовці мали величезну владу, що призводило до руйнування економіки. Лише надходження від нафти підтримувало промисловість. Навіть програми іноземної допомоги намагалися реалізувати під тиском бюрократичної системи. Повсюдні правила, включаючи контроль за цінами, вплинули на думку більшості спостерігачів, на зупинення більшості законних підприємств. Багато чиновників змушені були через корупцію доповнювати мізерні зарплати. Корупція поширилася на весь уряд у Сирії.
Коли в кінці 90-х президент Хафез аль-Асад виявляв ознаки поганого самопочуття, прихильники його сина Башара Асада почали позиціонуватися, щоб перемогти його на посаді президента. Сирія — це республіка, де не було прямої передачі влади, передбаченої конституцією, від батька до сина.
Коли Хафез аль-Асад захворів, стало зрозуміло, що і батько, і син вирішили, що прем'єра потрібно звільнити. Більшість сирійців, вважають, що величезна корупція, є причиною, чому сирійська економіка не може зростати. Знищення колись розпусних чиновників, покарання, включаючи в'язницю, конфіскацію та аукціон незаконно отриманих активів, принесло Башару багато поваги в громаді. 7 березня 2000 року Зуабі був замінений прем'єр-міністром Мухаммедом Мустафою Меро

## Звинувачення в корупції
Зуабі та ряд інших високопосадовців були офіційно звинувачені в отриманні незаконних комісійних у розмірі 124 мільйони доларів США у зв'язку із покупкою шести пасажирських літаків Airbus A320 для сирійських арабських авіаліній у 1996 році. У обвинувальному висновку стверджувалося, що нормальні витрати на літаки склали 250 млн $, але уряд виплатив 374 мільйонів доларів. Три особи, що брали участь у укладенні контракту, в том числі міністр з економічних питань та міністр транспорту, були засуджені до десяти років ув'язнення. У травні 2000 року Зуабі був виключений із партії Баас і ув'язнений під домашній арешт. Щоб уникнути суду він 21 травня 2000 року покінчив життя самогубством.